# Pirrole

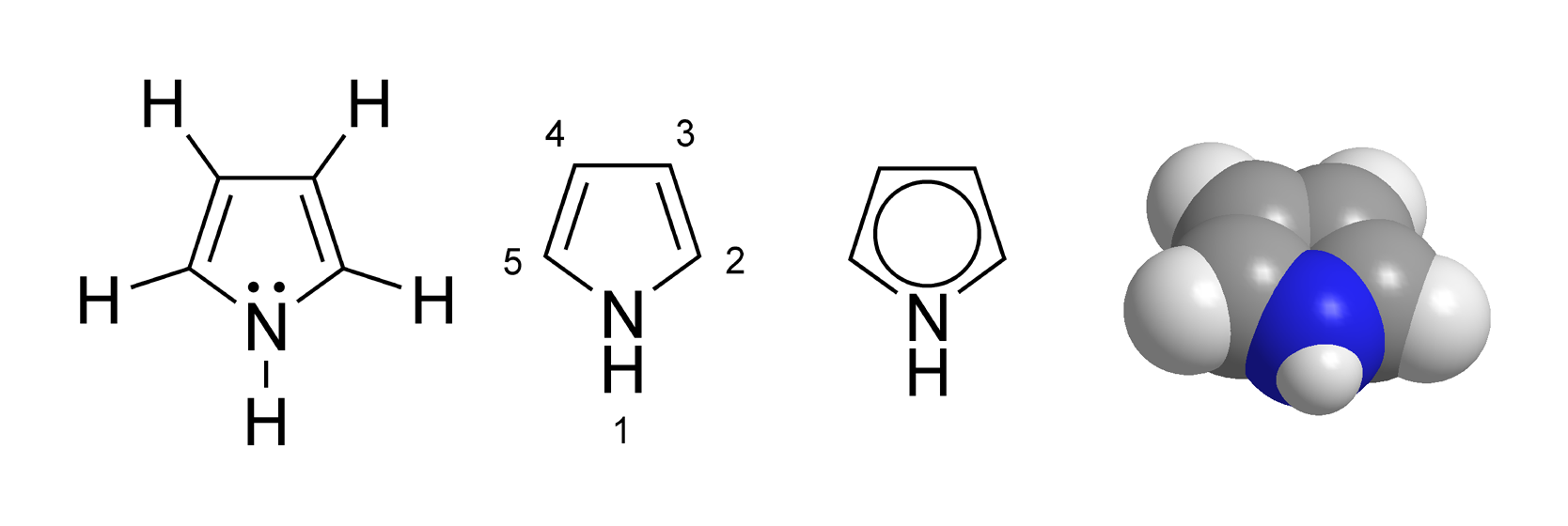
Estructura química del pirrole.

El pirrole és un compost orgànic heterocíclic i aromàtic de fórmula C₄H₅N. Cadenes lineals de pirroles constitueixen el polímer polipirrole, conegut perquè en ser dopat esdevé conductor elèctric.